# Premio Compasso d'oro 1957
Il premio Compasso d'oro 1957 è stata la 4ª edizione della cerimonia di consegna del premio Compasso d'oro.

## Giuria
La giuria era composta da:
- Aldo Borletti
- Cesare Brustio
- Franco Albini
- Pier Giacomo Castiglioni
- Ignazio Gardella

## Premiazioni

### Compasso d'oro
| Designer                 | Prodotto                     | Azienda                                   | Immagine |
| ------------------------ | ---------------------------- | ----------------------------------------- | -------- |
| Gino Colombini           | Tinozza in plastica          | Kartell Samco Srl                         |          |
| Ruth Christensen         | Alta marea, tessuto,         | Manifattura JSA                           |          |
| Marcello Nizzoli         | Mirella, macchina per cucire | V. Necchi Spa                             |          |
| Cesarino Benso Priarollo | Dolomiti, scarpone           | La Dolomite-Calzaturificio G. Garbuio Sas |          |
| Vinicio Vianello         | Vasi di vetro colorati       | V. Vianello                               |          |

## Premi alla carriera

### Gran Premio Nazionale
- Pinin Farina[2]

### Gran Premio Internazionale
- Kaj Franck[2]